# Pér
Pér község Győr-Moson-Sopron vármegyében, a Győri járásban.

## Fekvése

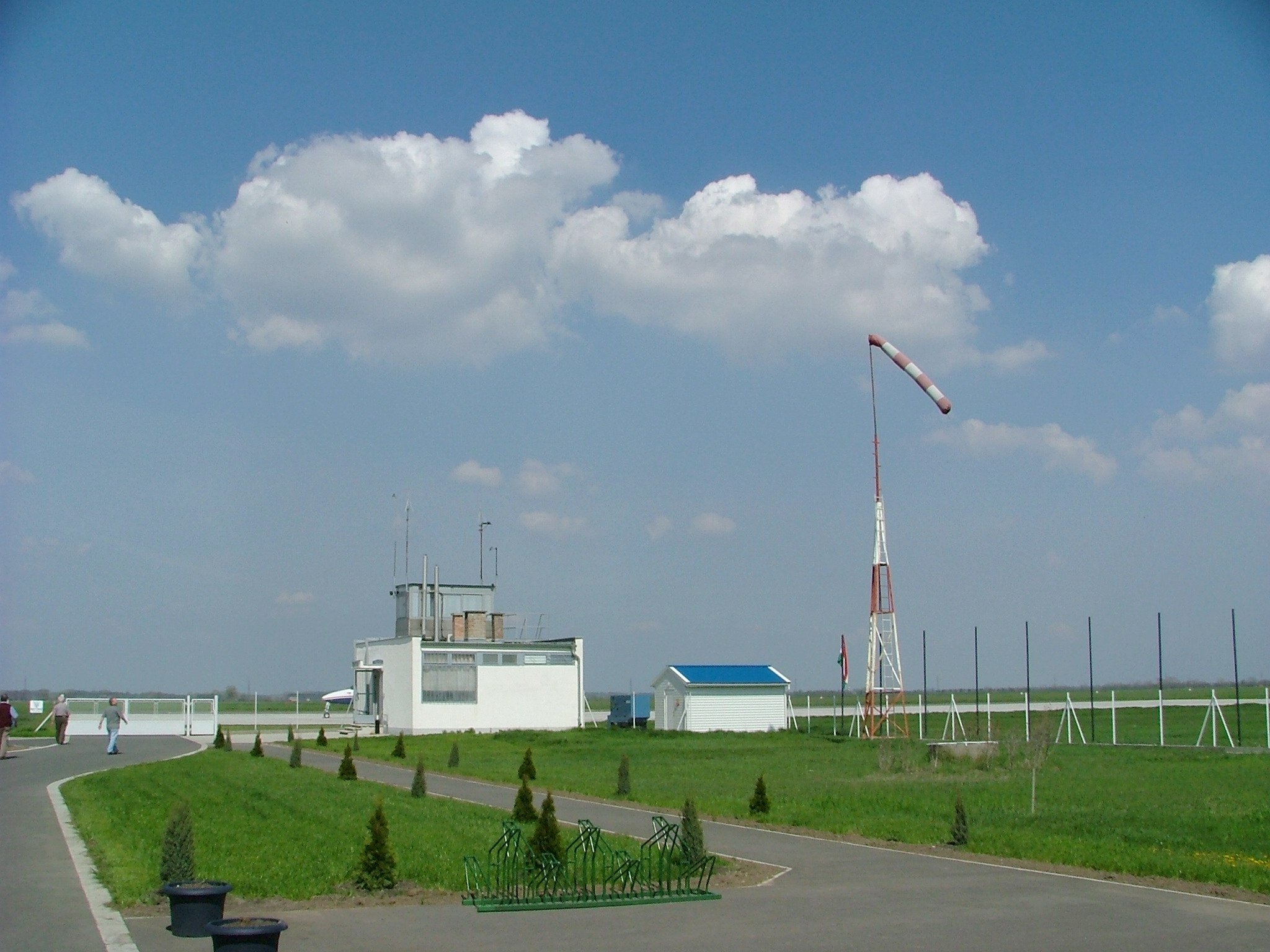
A repülőtér

A település a Kisalföld délkeleti részében, a Bakony-ér völgyében fekszik, Győrtől 15 kilométerre délkeletre. Az itteni táj átmenetet képez a síkság és a Sokorói-dombság (Pannonhalmi-dombság) között. Az átlagos tengerszint feletti magassága 132 méter.
A szomszéd települések: észak felől Bőny, kelet-délkelet felől Mezőörs, dél felől Pázmándfalu, nyugat felől Töltéstava, északnyugat felől pedig Győr (Győrszentiván).

### Megközelítése
Legfontosabb közúti megközelítési útvonala a Székesfehérvárt Győrrel összekötő 81-es főút, amely belterületének északi részén végig is húzódik. A főút által kínált közlekedési kapcsolatokat leszámítva viszont a környező települések közül csak Győrsággal és Pannonhalmával van közvetlen közúti összeköttetése, a 8223-as út révén, Bőnnyel pedig semmilyen közút nem köti össze. Északi határszélét egy szakaszon érinti még a 8136-os út is (ez utóbbi érinti Bőny lakott területét, viszont ennek a mellékútnak a Pér területére eső szakaszával szintén nem köti össze közút).
Vasútvonal nem érinti, itt található viszont – központjától alig egy kilométerre északra – Győr–Pér nemzetközi repülőtér. A legközelebbi vasúti csatlakozást a Budapest–Hegyeshalom–Rajka-vasútvonal Győrszentiván vasútállomása nyújtja.

### Természeti adottságai
A község vízfolyásokkal szabdalt, enyhén hullámos területen fekszik. Legalacsonyabb pontja 118, a legmagasabb 141 méterre van a tengerszint felett. Meghatározó szerepe van a közeli Bakony-ér és a falun átfolyó Vezseny-ér vízmozgásának. Az előbbi Gönyűnél torkollik a Dunába, míg az utóbbi a szomszédos Töltéstava közelében egyesül a Nagy-Pándzsa-ér vízével. A Vezseny-ér mentén halastó-rendszer és öntözőtó lett kialakítva. A környék talajai a Duna hordalékára rárakodott vastag löszrétegen alakultak ki; jobbára mezőségi talajok, kisebb hányaduk homoktalaj. Gyepterületek a vízfolyások mentén vannak.
Az átlagos évi csapadékmennyiség 592 milliméter, amiből a tenyészidőszakra 240 milliméter jut. Az éves napfényes órák száma 1916 óra, az éves középhőmérséklet 10,3 °C. A Kisalföldön az észak–északnyugati szelek uralkodnak. A viharos napok száma évente eléri a hatvanat.

## Élővilága

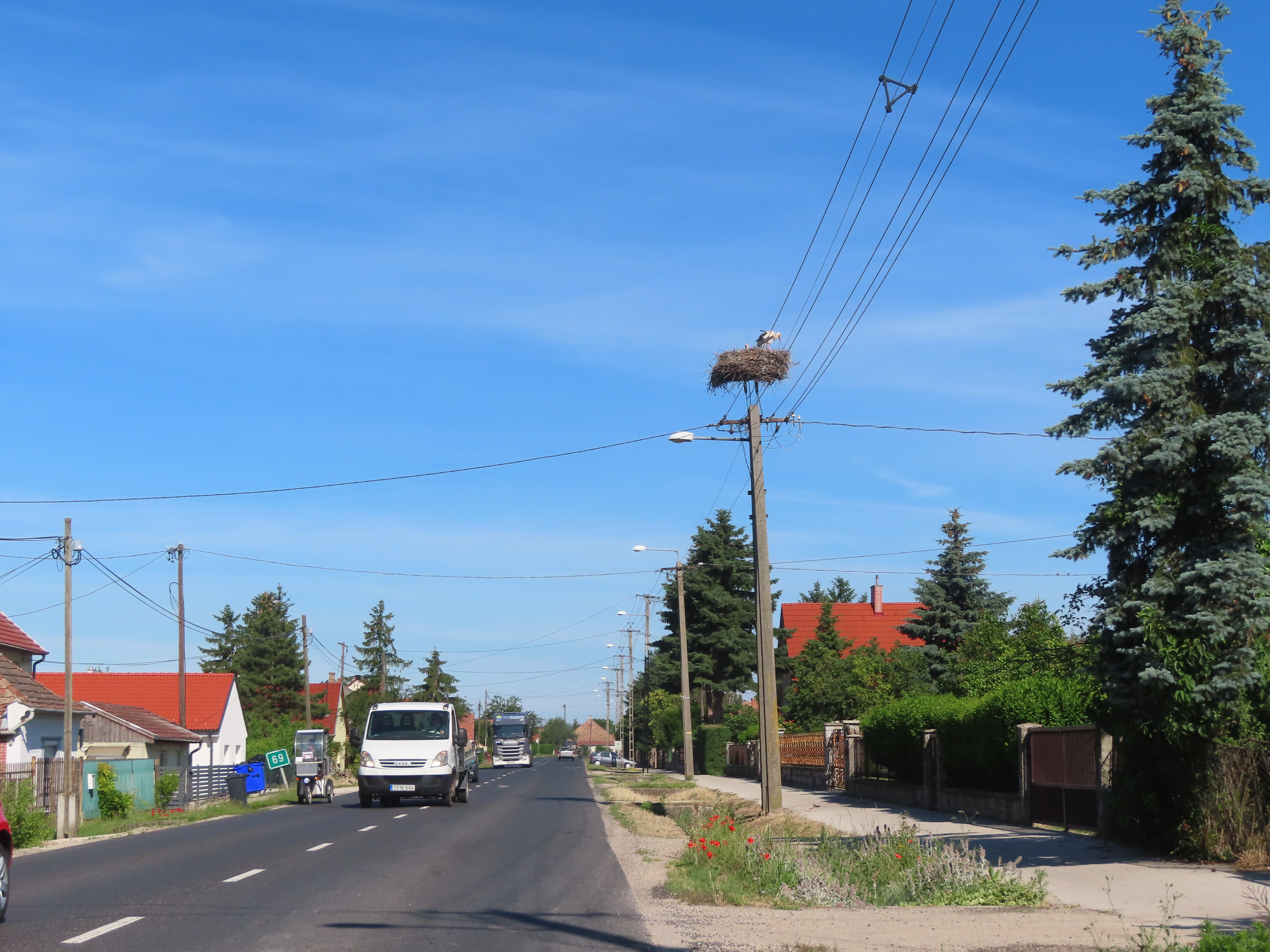

Péren 2024-ben is költött a gólya.

## Története

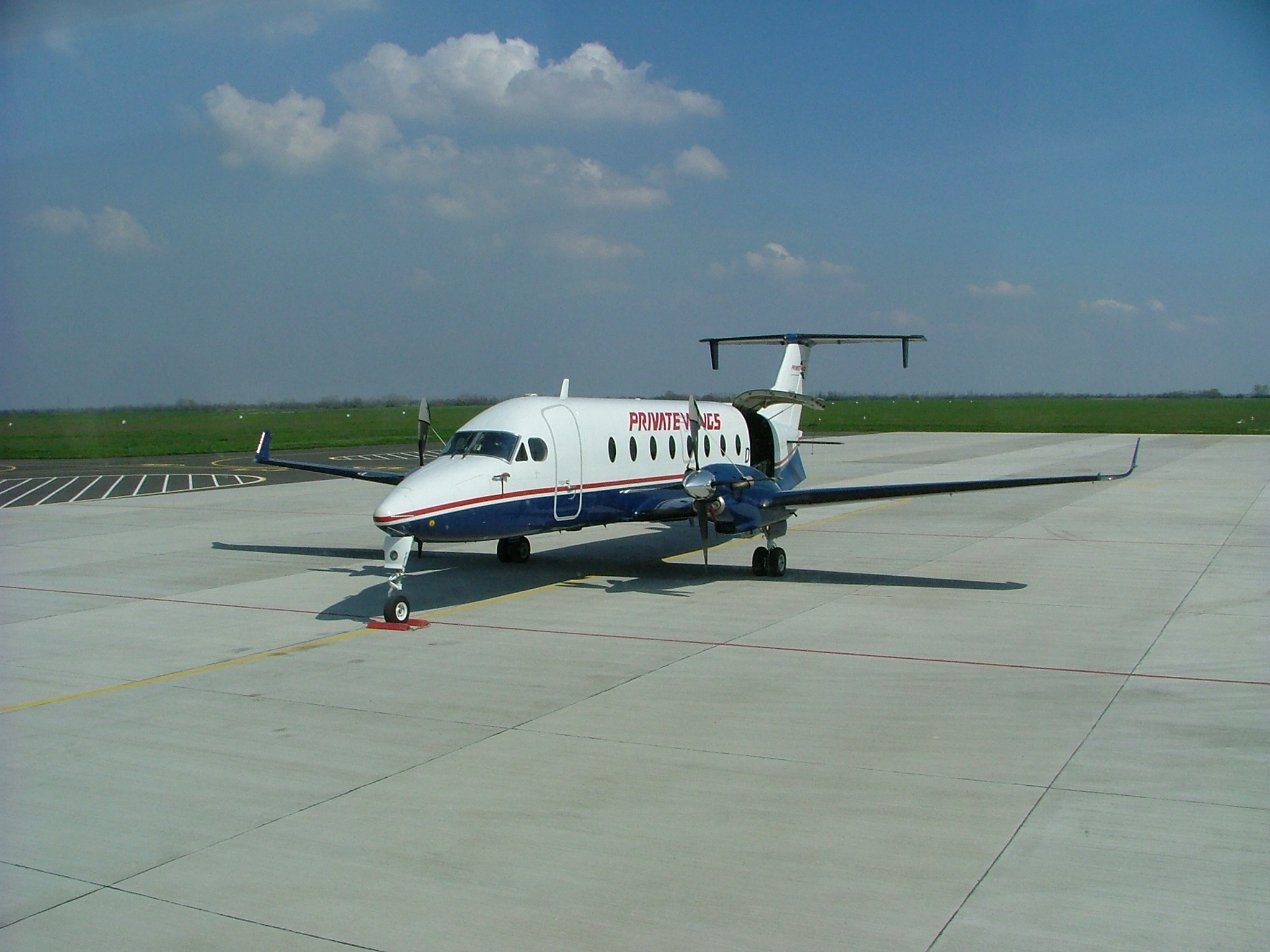
Az első menetrend szerinti gép

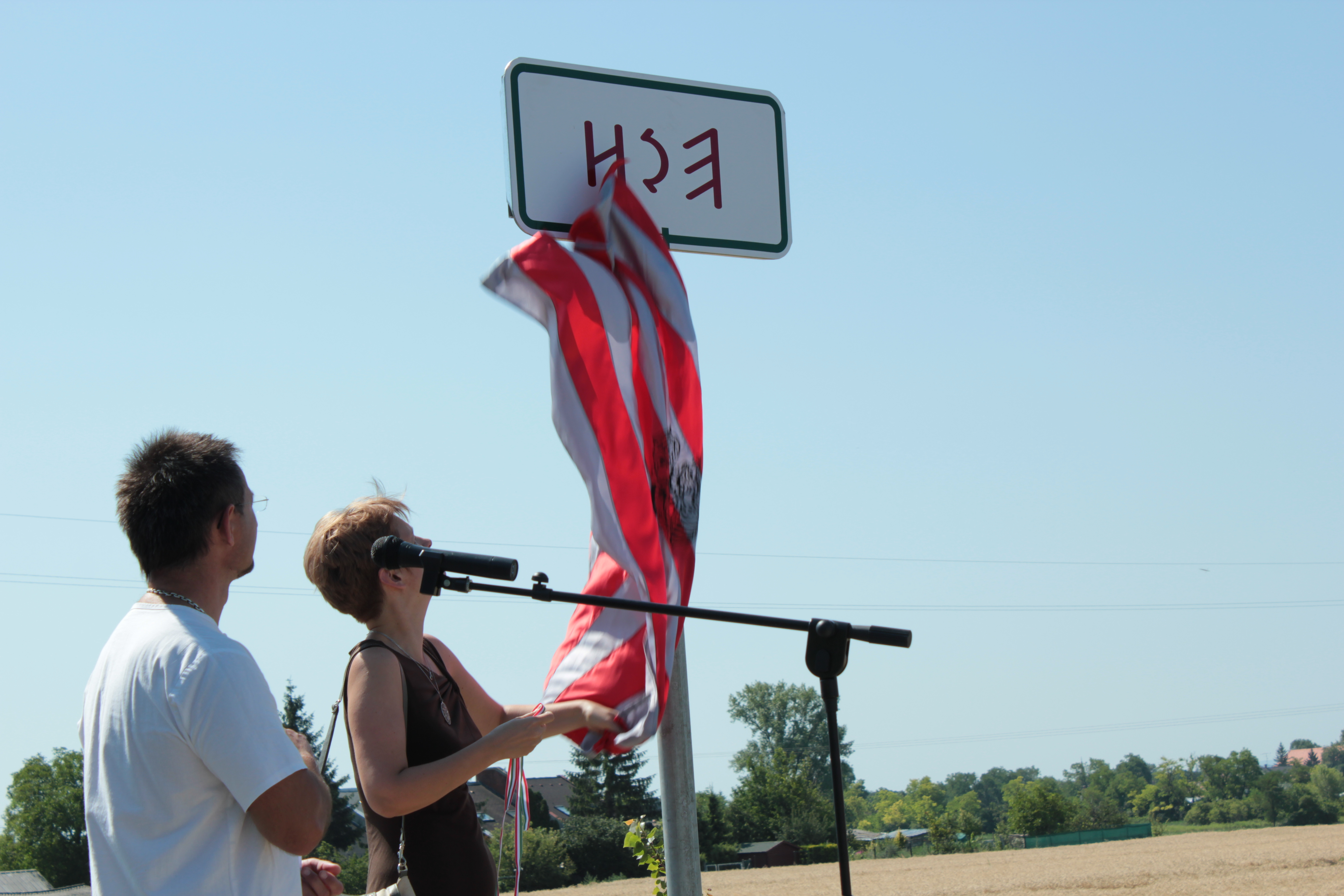
Az első rovásos helységnévtábla Győr-Moson-Sopron megyében

Régóta lakott hely, ezt bizonyítják a kőkorszaki, valamint kelta származású leletek amelyek szántás közben kerültek elő. Több évszázadon keresztül éltek itt a római birodalom népei. Később avarok, szlávok, majd a honfoglaló magyarok népesítették be a vidéket. Pér első okleveles említése a pannonhalmi bencés apátság javainak 1237–1240-ből származó összeírásában, mint „szomszéd falu” történt meg. A győri püspök birtokaként említik 1329-től egészen 1848-ig. (1357: Peer villa episcopalis, azaz „Pér püspöki falu”).
A Pér elnevezés a fehér névből alakult ki, s eredetileg a települést feltehetőleg Peernek nevezték. Más elmélet  a Péter névből eredezteti a falu elnevezését. Valószínűleg a legközelebb áll a valósághoz, hogy a község a nevét a pér-hal fajtájáról nyerte. Az első okleveles említése az úgynevezett Ailleus jegyzékben történt. Pér ekkor már falu volt, és valószínű, hogy hosszabb ideje létezett. Egy 1329-ből származó oklevél Pért már a győri püspök birtokaként említette, és 1848-ig birtokosa nem változott. A mohácsi csatavesztés (1526) után Győr vármegye területét is pusztította a török és Pér is 1529-től 1531-ig behatolhatatlanná vált. Az 1549-es, 1551-es és 1568-as úrbéri kimutatásai szerint lakatlan település volt. Az 1565-ös úrbéri kimutatás szerint jó halastava volt. 1561-ben a települést pusztaként említették, és a falu területét a pázmándiak művelték. Az 1619-es Győr vármegyei portaösszeírás sem szólt Pérről. Hasonlóképpen tett említést 1627-ben Esterházy Miklós által a sérelmekről elrendelt összeírás. A vasvári béke (1664) után Széchényi György győri püspök telepíttette újra a falut, sőt 1669-ben szabadságlevelet adott a péri jobbágyoknak. A déli oldalon alakult ki a zsellérek, a pannonhalma–gyönyűi út két oldalán a gazdák útja. Ez jelenleg is a község fő utcája. 1670-ben rendezték a péri utak határvonalait. De a törökök 1683-as bécsi hadjárata megakasztotta e folyamatot, sőt megsemmisítette a fejlődésnek indult települést. Buda 1686-os visszafoglalása után Pér Kollonich Lipót győri püspök kezdeményezésére kezdődött el újra a falu fejlesztése.

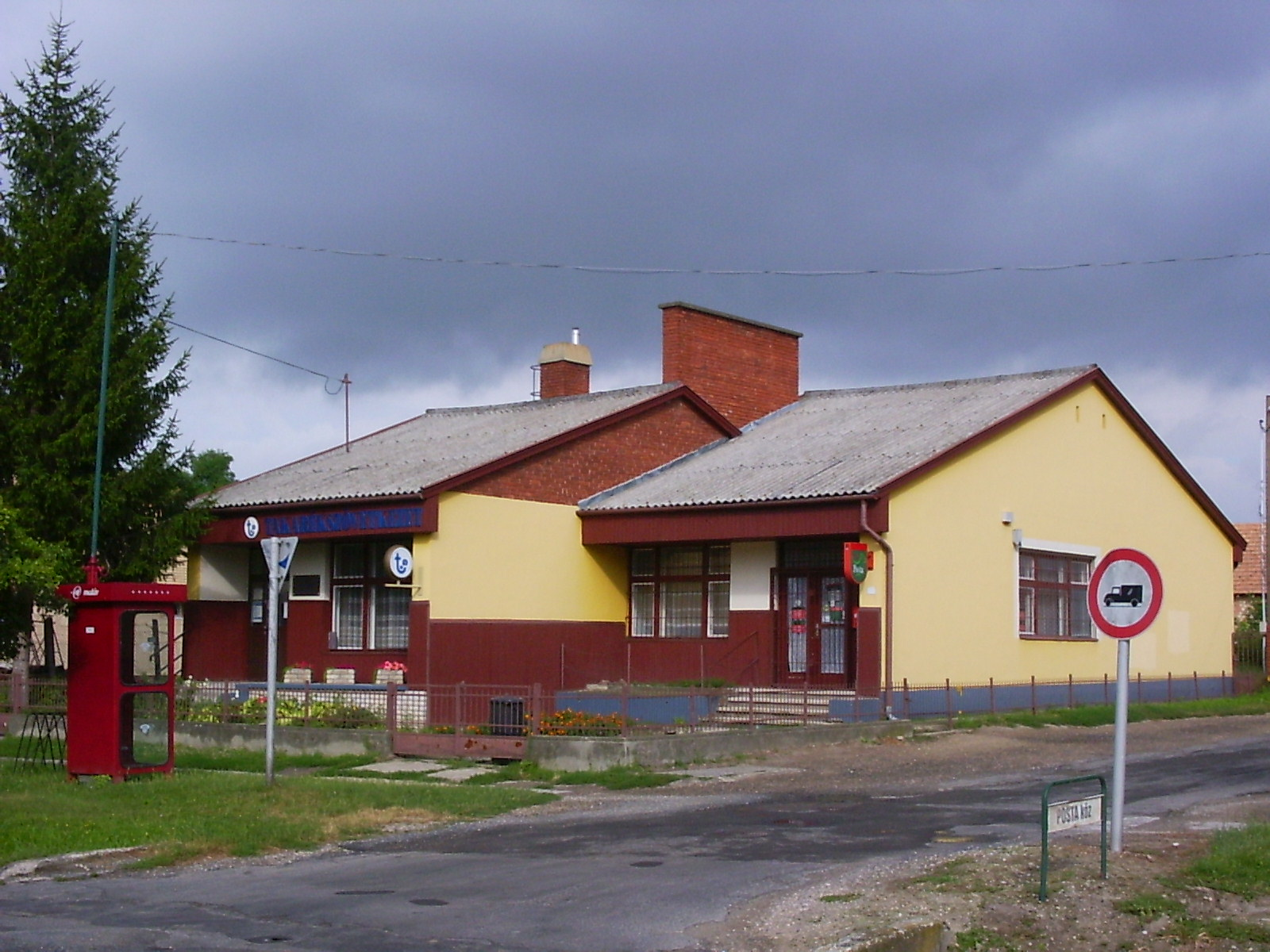
A takarékszövetkezet épülete

Az 1785. évi népszámlálás szerint lakossága 1015 fő volt. 1851-ben 1192 lakosa volt a településnek. 1735-ben felépült a falu jelenleg is meglévő temploma. 1839-ben elkészült a település határának a telekkönyve – összesen 51 jobbágytelek volt. A falu határában 3348 hold szántóföld, 652 hold rét volt. 1848–1849-ben többször átvonultak a településen a magyar és az osztrák seregek. 1866-ban szentelték fel a Kálvária kápolnát.
A gazdasági életnek nagy lendületet adott az 1895-ben megalakított Péri Hitelszövetkezet, a Gazdakör, amelynek működését gátolta az első világháború kitörése.
1934-ben Töltéstava, Táplánypuszta és Söptérpuszta kivált Pér határából, s önálló településsé lett. A második világháború előtti utolsó békeévben (1938-ban) Pér nagyközség lett a Pusztai járásban. Lakossága 2551 fő volt, nagyobbrészt római katolikus vallásúak. Területe ekkor 5421 kh volt. A második világháború alatti begyűjtési rendszer, majd a német és az orosz megszállással együtt járó rekvirálások következtében az állatállomány lecsökkent. Ennek következtében az újratermelés nehezen indult meg.
A második világháború befejeztével 1945-ben felosztották a püspöki birtokot. A földigénylők 1640 kh földet kaptak, amit a püspökalapi határból pótoltak az igények kielégítésére. 1949-ben az elsők között alakult meg a Micsurin TSZCS (termelőszövetkezeti csoport). 1955-ben újabb három termelőszövetkezet alakult meg: az „Új élet”, a „Búzakalász” és a „Petőfi”. Ezek 1956-ban meg is szűntek. A termelőszövetkezetek újraalakításakor 1959-ben két termelőszövetkezet alakult meg, az „Új élet” és a „Micsurin”, melyek 1962-ben „Haladás” néven egyesültek. Ebben az évben épült meg a kultúrház is. 1971-ben került átadásra az ÁFÉSZ „Park” vendéglője. A következő évben fejeződött be a repülőtér megépítése.

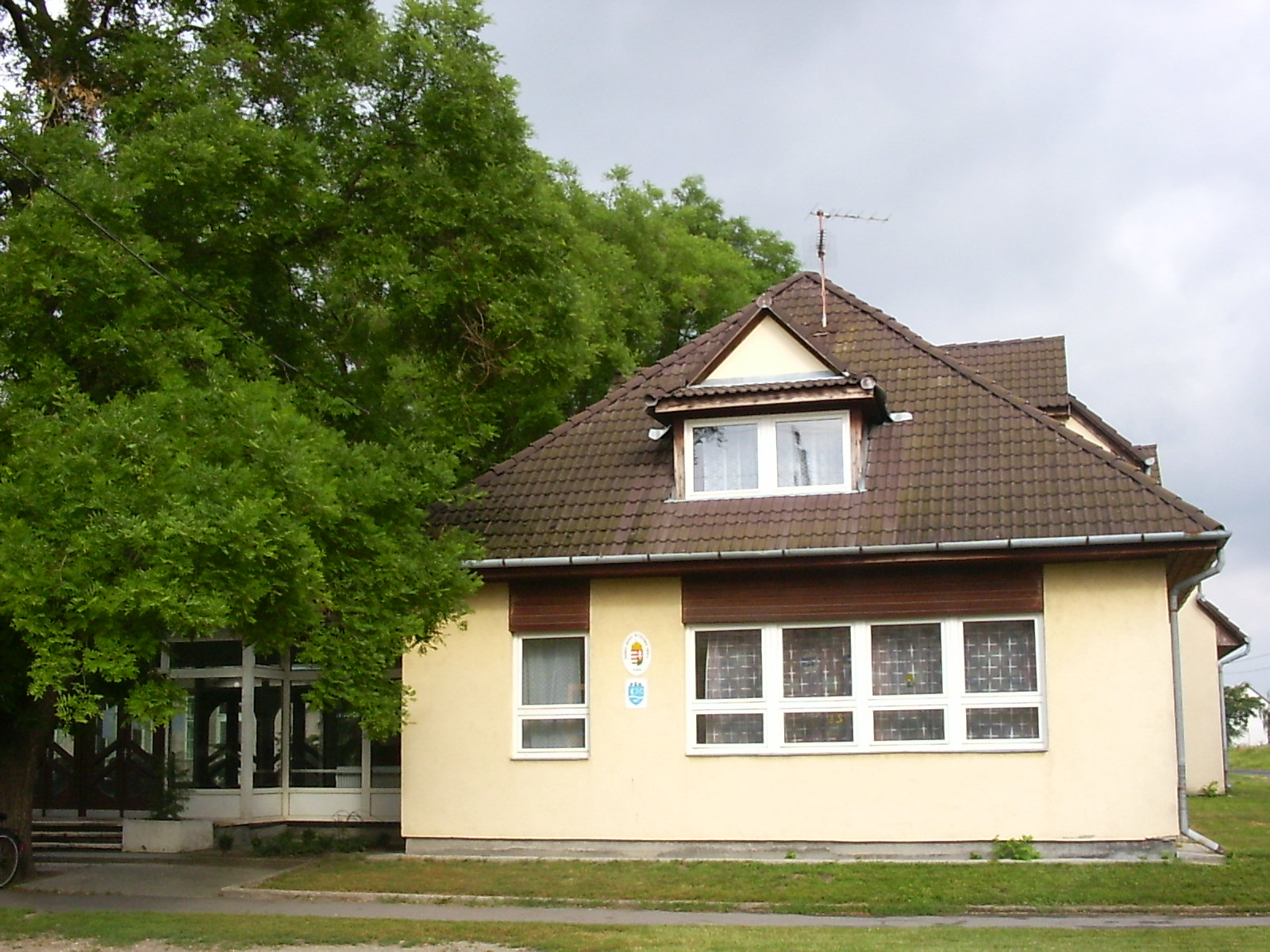
Az új iskolaszárny

1975-ben a kultúrházban faluszobát rendeztek be. Pér, Mezőörs és Mindszentpuszta összevonásával 1977-ben közös tanácsot hoztak létre péri székhellyel. A közös tanács 1989-ben a rendszerváltás előtti évben szűnt meg. 1990-ben a községben is megalakult az önkormányzat. Az 1990. évi önkormányzati választáskor már működött az MDF alapszervezete.
A környező községek közös beruházásban épült meg 1991–1992-ben a vezetékes ivóvízhálózat, mely Töltéstavát, Pért, Mindszentpusztát, Mezőörsöt, Bőnyt és Rétalapot látja el egészséges ivóvízzel. Ezekben az években történt meg a vezetékes telefonhálózat bővítése, majd 1994-ben a vezetékes gáz bevezetése a háztartásokba.

### Mindszentpuszta
Az addig Mezőörshöz tartozó Mindszentpusztát 1989-ben a hatáskörrel rendelkező Győr-Sopron Megyei Tanács egy határozattal átcsatolta Pérhez, de az ingatlannyilvántartásban a változás átvezetésére nem került sor azóta sem. Mindenki úgy tudta, hogy a falu ettől kezdve Pérhez tartozik, pl. a KSH hivatalos helységnévtárai és egyéb kiadványai ennek megfelelően közölték a két település adatait, a településrész lakói pedig a rendszerváltást követően valamennyi önkormányzati választáson Pér polgármesterének és képviselő-testületének megválasztásában vettek részt. Egy ipari terület kialakítása kapcsán a területrendezési terv előkészítése során derült ki, hogy a nyilvántartásban más szerepel. Több hónap vizsgálódás után, 2022 őszén a megyei főépítész, a kormányhivatal és a kormánymegbízott arra az álláspontra helyezkedtek, hogy a területátcsatolás 1989-ben nem történt meg, ezért a 33 éve fennálló állapotot szabálytalannak tekintik, és a településrészt továbbra is Mezőörs részének tekintik. A főispán felszólította az önkormányzatokat, hogy rendezzék a helyzetet. A kormányhivatal szerint az átcsatolást érvénytelenné teszi, hogy nem lett átvezetve a földhivatali nyilvántartásban, ezért új szavazást kellene kiírni az aktuális hatásköri és eljárási szabályok szerint. Ugyanakkor a mindszentpusztaiak egy része most már az önálló községgé alakulást választaná.
Mindszentpuszta Pér belterületétől délre fekvő exklávé jellegű településrész, amelynek házait minden irányból Mezőörs mezőgazdasági művelés alatt álló külterületei határolják. A falurészt a 8224-es útból kiágazó, és 4,7 kilométer után a 81-es főútba torkollva véget érő 82 118-as út szolgálja ki.

## Közélete

### Polgármesterei
- 1990–1994: Fekete Ottó (független)[7]
- 1994–1998: Háhn László (független)[8]
- 1998–2002: Háhn László (független)[9]
- 2002–2006: Háhn László (független)[10]
- 2006–2010: Herold Ádám (független)[11]
- 2010–2014: Herold Ádám (független)[12]
- 2014–2019: Herold Ádám (független)[13]
- 2019–2024: Biliczki József (független)[14]
- 2024– : Biliczki József (független)[1]

## Népesség
A település népességének változása:
| Lakosok száma | 2374 | 2363 | 2373 | 2544 | 2641 | 2667 | 2758 |
|               | 2013 | 2014 | 2015 | 2021 | 2022 | 2023 | 2024 |

A 2011-es népszámlálás során a lakosok 89,4%-a magyarnak, 0,2% cigánynak, 0,8% németnek, 0,4% románnak mondta magát (10,5% nem nyilatkozott; a kettős identitások miatt a végösszeg nagyobb lehet 100%-nál). A vallási megoszlás a következő volt: római katolikus 54,5%, református 8,8%, evangélikus 2%, felekezeten kívüli 6,5% (27,2% nem nyilatkozott).
2022-ben a lakosság 92,2%-a vallotta magát magyarnak, 0,9% németnek, 0,2% cigánynak, 0,2% szlováknak, 0,2% horvátnak, 0,1% ukránnak, 2,2% egyéb, nem hazai nemzetiségűnek (7,7% nem nyilatkozott; a kettős identitások miatt a végösszeg nagyobb lehet 100%-nál). Vallásuk szerint 40,1% volt római katolikus, 8,5% református, 1,7% evangélikus, 0,1% görög katolikus, 0,4% egyéb keresztény, 1,7% egyéb katolikus, 8,7% felekezeten kívüli (38,5% nem válaszolt).
2022 közepén vita alakult ki arról, hogy érvényes-e Mindszentpuszta 1989-ben átcsatolása Mezőörstől Pérhez, mivel az az ingatlannyilvántartásba nem lett átvezetve.. A KSH valamennyi kiadványa, így a helységnévtárak is tényként kezelik, hogy Mindszentpuszta Pérhez tartozik, és minden esetben ennek megfelelően közölte az adatokat. Ezzel összhangban Mindszentpuszta választópolgárai 1990 óta valamennyi választáson Pér lakóiként vettek részt. A kormányhivatal álláspontja szerint viszont továbbra is Mezőörshöz tartozik.

## Látnivalók
- Római katolikus templom

Nagyboldogasszony templom. Jelentős műemlék a Groll Adolf győri püspök által 1735-ben felépített barokk katolikus templom. A régi a faluval együtt pusztult el a török alatt. Zichy Ferenc püspök az új templomhoz 1762-ben tornyot építtetett, Zalka János győri püspök 1875-ben megnagyobbíttatta. 1935-ben felújították. Értékei: a főoltár két álló szobra, az oltár, a barokk ezüstkehely és ereklyetartó, valamint a 19. század közepi festmények. A templom és plébánia honlapja: www.katolikus-per.hu
- Erzsébet kő
- Hősi emlékmű
- A kisalföldi homokpuszta a Duna árterétől délre azzal párhuzamosan Győrtől a Tatai-árokig húzódik. Aljzata felső pleisztocén korú kavicstakaró. Győr és Gönyű között 4–8 méter vastagságú teraszokat képezett. Ez valamint az alacsony évi 550–600 mm-es csapadék eredményezte, hogy a Kisalföld hazai részének ez a legszárazabb területe és rajta részben eredeti, részint homoki tölgyesek, irtás területén másodlagosan homokpuszta gyepek alakultak ki. Sajnos mára az oktalan fenyvesítés  és akácosítás következtében kis területen maradt fenn. Legszebb foltjuk a Komárom–Győr–Kisbér háromszögben érintetlenül pompázó gyep, amely a Pannon Tájvédelmi Körzet legkeletibb elhelyezkedésű védett területe. (Gönyű, Bőny, Győrszentiván térsége) A homokpuszták sajátos világa a rovarok valódi birodalma. Legszembetűnőbb a lepkék számtalan faja. Így a térségben  turisztikai kirándulásokat, lepkenéző táborokat lehetne szervezni.